# ریم ورد
ریم ورد یک بازی ویدیویی مستقل شبیه‌سازی ساخت‌وساز و مدیریت به سبک استراتژیک از بالا به پایین می‌باشد که توسط استودیو لودئون توسعه یافته است. در ابتدا بازی با نام اصلی Ecilpse Colony به عنوان یک پروژه‌ای بر پایه تامین مالی جمعی توسط شرکت کیک‌استارتر برای سیستم عامل مایکروسافت ویندوز، مک او اس و لینوکس در نوامبر ۲۰۱۳ منتشر شد و در نهایت در ۱۸ اکتبر ۲۰۱۸ به صورت رسمی انتشار یافت. بازی به جای تجربه‌ی چالش و مهارت، برپایه هوش مصنوعی به عنوان یک مولد داستان، روایتهای ماجراجویانه گوناگون را در قالب یک رسانه برای کاربران محیا می‌کند. این بازی به طور کلی نقدهای مثبتی از سوی منتقدان و کاربران رایانه‌ای در استیم دریافت کرده است.

## داستان
بازی در آینده ای بسیار دور اتفاق می افتد، جایی که انسان ها در سراسر گیتی پراکنده شده اند اما نمی توانند سریعتر از سرعت نور حرکت کنند. سیارات و منظومه های ستاره ای به صورت جداگانه از یکدیگر توسعه می یابند و این در حالیست که برخی از جوامع از نظر فناوری در حال پیشرفتند و برخی دیگر به دلیل جنگ یا بیماری پسرفت می کنند. در نتیجه، طیف وسیعی از سطوح تکنولوژیک جوامع، از طوایف و قبایل نوسنگی گرفته تا خدایان ماشینی فراتر از واقعیت در هر سیاره، وجود دارند.